# Cratere Olom
Olom  è un cratere sulla superficie di Marte.